# Мандрівки без сенсу і моралі
«Мандрівки без сенсу і моралі» — книга-тревелог української письменниці Ірен Роздобудько з серії «Мандри»
Книга складається з 10 публіцистичних есе, кожне з яких присвячене подорожам до однієї з країн. Письменниця описує свої мандри до Фінляндії, Швеції, Хорватії, Єгипту, Малайзії, Греції, Чехії, США, Ізраїлю та Мальти.